# Si mette male
Si mette male è un singolo della cantante italiana Alessandra Amoroso, pubblicato il 1º novembre 2024 come terzo estratto dall'ottavo album in studio Io non sarei.

## Descrizione
Il brano è stato scritto da Alessandro Raina, Enrico Wolfgang Leonardo Cavion, Davide Simonetta, in arte d.whale, e Tananai; questi ultimi due hanno anche curato la produzione del brano.

## Promozione
Il 27 ottobre 2024 la cantante ha eseguito il brano in anteprima nel corso della quinta puntata della ventiquattresima edizione del talent show Amici di Maria De Filippi.

## Video musicale
Il video musicale, diretto da Marco Braia, è stato pubblicato in concomitanza all'uscita del brano attraverso il canale YouTube della cantante.

## Tracce
Testi di Alberto Cotta Ramusino e Alessandro Raina, musiche di Alberto Cotta Ramusino, Davide Simonetta ed Enrico Wolfgang Leonardo Cavion.
1. Si mette male – 3:13

## Classifiche
| Classifica (2024) | Posizione massima |
| ----------------- | ----------------- |
| Italia            | 51                |